# Lummi Island
Lummi Island är en av San Juan-öarna och ligger i sydvästra hörnet av Whatcom County, Washington, USA, mellan countyts kontinentala delar och de delar som ligger till havs. Indianreservatet Lummi Indian Reservation ligger på en halvö öster om ön, men inkluderar inte Lummi Island. Ön har en area på 24 kvadratkilometer och en befolkning på 822 personer enligt folkräkningen år 2000. På vår och sommar hålls en veckolång jordbruksmarknad på ön. 